# Marco Stefanelli
Marco Stefanelli (Roma, 30 settembre 1955) è un attore e stuntman italiano.

## Biografia
Figlio dell'attore romano Benito Stefanelli, sin da giovane ha praticato l'arte del cascatore, provenendo da una famiglia di cavallerizzi. Dopo aver partecipato a diversi film su un arco di trent'anni, si occupa del maneggio ove insegna l'arte ad aspiranti stuntman.

## Filmografia parziale
- La lunga sfida, regia di Nino Zanchin (1967)
- Ecce Homo - I sopravvissuti, regia di Bruno Gaburro (1968)
- Il pistolero segnato da Dio, regia di Giorgio Ferroni (1968)
- Tre passi nel delirio, regia di Louis Malle (1968)
- Le Amazzoni - Donne d'amore e di guerra, regia di Alfonso Brescia (1973)
- Superuomini, superdonne, superbotte, regia di Alfonso Brescia (1974)
- Roma violenta, regia Franco Martinelli (1975)
- I padroni della città, regia di Fernando Di Leo (1976)
- Il soldato di ventura, regia di Pasquale Festa Campanile (1976)
- Squadra antifurto, regia di Bruno Corbucci (1976)
- Lo chiamavano Bulldozer, regia di Michele Lupo (1978)
- Piedone l'africano, regia di Steno (1978)
- Uno sceriffo extraterrestre... poco extra e molto terrestre, regia di Michele Lupo (1979)
- Occhio alla penna, regia di Michele Lupo (1980)
- L'uomo puma, regia di Alberto De Martino (1980)
- Big Man – serie TV, episodio La fanciulla che ride (1988)
- Castle Freak, regia di Stuart Gordon (1995)
- B.B.K. Baby Bounty Killer, regia di Alessandro Valori (1996) – cortometraggio
- Alex l'ariete, regia di Damiano Damiani (2000)
- Fausto & Furio, regia di Lucio Gaudino (2016)